# Nagibni rotor
Nagibni rotor (Tiltrotor) je zrakoplov, ki generira vzgon in potisk s pomočjo motorsko gnanih rotorjev, ki se lahko nagibajo in s tem spreminjajo smer potiska. Rotorji so po navadi nameščeni na konce fiksnih kril zrakoplova. Nagibni rotorji omogočajo vertikalen vzlet, pristanek in lebdenje kot helikopterji, med letom so nagnjeni naprej in omogočajo hitrejši let podobno kot turbopropelerska letala. V slednjem primeru proizvaja vzgon krilo.
Nagibni se razlikuje do nagibnega krila da samo rotor (in motor) spreminja kot namesto celega krila.
Ideja za zasnovanje VTOL (Vertical Take-Off and Landing) zrakoplova se je pojavila v 1930ih. Prvi dizajn za tiltrotorje je patentiral George Lehberger maja 1930, vendar ni nadaljeval z razvojem. Med 2. Svetovno vojno so Nemci zgradili prototip Focke-Achgelis FA-269, ki pa ni nikoli letel.
Prva prototipa, ki so poletela sta bila enosedežni Transcendental Model 1-G in dvosedežni Transcendental Model 2 - oba z batnimi motorji. Snovanje Model 1-G se je začelo leta 1947, vendar ni poletel do leta 1954. Leta 1955 se je prototip uničil v nesreči, vendar ni resno poškodoval pilota. Model 2 je poletel malce kasneje. USAF je prekinila financiranje v prid  Bell XV-3. Slednji je potrdil koncept in bil podlaga za nadaljnji razvoj.
Podobna tehnolgija je nagibno krilo (tiltwing). Dva dizajna tiltwinga Canadair CL-84 Dynavert in LTV XC-142 sta bila tehnična uspeha, vendar nista dosegla serijske proizvodnje zaradi drugih razlogov. Tiltrotorji ima večjo efektivnost v lebdenju, vendar manjšo kot helikopterji.
Leta 1958 je Westland Aircraft na mitingu Farnborough Airshow  predstavil dva dizajna, manjši eksperimentalni We 01C in 68-sedežni transportni We 028.
Leta 1972 s financiranjem od NASE in Ameriške vojske Bell Helicopter Textron začel z razvojem XV-15, dvomotornega tiltrotor zrakoplova za raziskave koncepta in morebitno uporabo v vojaške in civilne namene.
Leta 1981 z izkušnjami od XV-3 in XV-15 je Bell in Boeing Helicopters začel razvijati V-22 Osprey, dvomotorno turbogredno za Ameriške letalske sile in marince.
Bell je sodeloval z AgustaWestland za razvoj komercialnega Bell/Agusta BA609. Letalo so potem preimenovali v AgustaWestland AW609 leta 2011.  Bell je tudi razvil brez pilotni tiltrotor (UAV) TR918 Eagle Eye.
AgustaWestland je zatrdil, da so testirali tiltrotor na električni pogon s človeško posadko.